# Liste der Monuments historiques in Availles-sur-Seiche
Die Liste der Monuments historiques in Availles-sur-Seiche führt die Monuments historiques in der französischen Gemeinde Availles-sur-Seiche auf.

## Liste der Objekte
| Bezeichnung                | Beschreibung                                 | Standort                       | Kennzeichnung | Schutzstatus | Datum | Bild |
| -------------------------- | -------------------------------------------- | ------------------------------ | ------------- | ------------ | ----- | ---- |
| Drei Retabeln              | Stein und Marmor, 1642                       | in der Kirche St-Pierre (Lage) | PM35000020    | Classé       | 1911  |      |
| Gemälde eines Bettlägrigen | Holz, Anfang des 18. Jahrhunderts            | im ehemaligen Krankenhaus      | PM35000021    | Classé       | 1951  |      |
| Graphik                    | Papier, polychrom, Ende des 18. Jahrhunderts | im ehemaligen Krankenhaus      | PM35001083    | Inscrit      | 1974  |      |